# ديفيد ناهماد
ديفيد ناهماد (مواليد 1947) هو تاجر الفنون الجميلة المتقاعد الملياردير سليل عائلة فنية يهودية سورية تقيم في موناكو وابن عم الراحل إدموند صفرا، وربما كان هو وعلاقاته أكبر قوة شرائية في الفنون الجميلة.

## أصله
جذور عائلة ناهماد تعود إلى حلب في سوريا حيث اليهود السفارديون، فقد عاش الصرَّاف هليل ناهماد حتى بعد الحرب العالمية الثانية، وفي أعقاب أعمال العنف المعادية لليهود في عام 1947 انتقل هليل ناهماد إلى بيروت بلبنان، وعندما أصبح الوضع هناك صعباً أخذ هليل أبناءه الثلاثة: جوزيف (جيوسيبي) عزرا وديفيد إلى ميلانو في أوائل الستينيات.

## التعامل الفني
كمراهقين في الستينيات بدأ أبناء هليل بالتعامل مع الفن؛ فقد استخدم عزرا وديفيد وقت الفراغ بعد المدرسة للتداول في سوق الأسهم الإيطالية، في معرض خوان غريس في روما -الذي نظمه تاجر التكعيب دانيال هنري كاهنويلر- استطاع عزرا وديفيد شراء عملين (كانا القطع الوحيدة المباعة)، ونشأت صداقة بينهما وبين كانويلر وأصبح يبيع لهم أعمال بيكاسو وبراك وجريس، ومع ظهور مجموعة «الألوية الحمراء» الإرهابية في السبعينياتكان يُنظر إلى ميلانو على أنها خطيرة للغاية وانتقلت العائلة مرة أخرى، في هذه المرة توجه جوزيف وإزرا إلى موناكو بينما تنقل ديفيد إلى مدينة نيويورك.
ويعتبر معرض هيلي ناهماد في ماديسون أفنيو شركة يديرها نجل ديفيد هليل «هيلي» ناهماد الذي سيطر في وقت سابق على معرض والده «معرض دافلين» في عام 2000.
وصف جيفري ديتش -تاجر سابق ومدير حالي لمتحف الفنون المعاصرة في لوس أنجلوس- معرض ناهماد بأنه «بمثابة شركة وساطة كبرى في سوق الأوراق المالية» مضيفًا: «يحتاج السوق إلى قوة من هذا القبيل للعمل»، وتناقش سارة ثورنتون تأثيرها الكبير على سوق المزادات «سبعة أيام في عالم الفن».
وفقًا للملصق الذي تم عرضه في مؤسسة بيلير في بازل خلال معرض بيكاسو الشاب الأزرق والوردي فإن مجموعة ناهماد تمتلك الآن «الفتاة مع سلة من الزهور» المطلية في عام 1905، والتي تم شراؤها في عام 2018 مقابل 115 مليون دولار في بيع روكفلر في كريستيز.

## الرجل الجالس متكئًا على عصاه

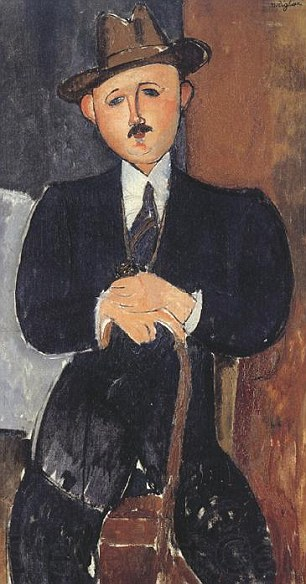
أميديو موديلياني، الرجل الجالس متكئًا على عصاه، 1918.

في عام 2011 رفع فيليب مايستراشي دعوى في محكمة مقاطعة الولايات المتحدة للمنطقة الجنوبية في نيويورك للسعى للحصول على لقب لوحة موديلياني لعام 1918 للوحة «الرجل الجالس متكئًا على عصاه» والتي تبلغ قيمتها أكثر من 25 مليون دولار، وقد زعم مايستراشي أن اللوحة قد نُهبت من جده أوسكار ستيتنر خلال الحرب العالمية الثانية، وفي عام 2012 بعد أن انتقل المتهمون إلى الفصل سحب محامي مايستراشي تلك الشكوى، في عام 2015 رفع المدير المساعد الإضافي لمنطقة أوسكار ستيتنر دعوى في المحكمة العليا لولاية نيويورك مقاطعة نيويورك طلبًا للحصول على نفس الانتصاف المطلوب في المحكمة الفيدرالية، الشكوى المعدلة في هذا الإجراء هي في الوقت الحالي موضوع للطرد مع محامي المدعى عليهم بحجة -من بين أمور أخرى- أن المتهمين اشتروا اللوحة بحسن نية في مزاد كريستي العام في لندن فقد كان أوسكار ستيتنز بالفعل لا يمتلك موضوع اللوحة، ويتم تمويل هذه القضية من قبل رجال الأعمال المتخصصين في تمويل مطالبات التعويض في مقابل الحصول على نسبة مئوية من أي استرداد أو تسوية، يدعي محامي المدعي أن هذه اللوحة قد بيعت من ممتلكات تاجر الفن اليهودي أوسكار ستيتنر من قبل مسؤول عين تحت الاحتلال النازي لباريس، وفي رسالة قدمت إلى المحكمة في 25 مايو 2016 زعمت إيف ليفنغود أن اللوحة اشتراها جد زوجها في عام 1944 وكانت في حوزة الأسرة لأكثر من 50 عامًا حتى مزاد كريستي، وقد شكك محامي المدعى عليهم بشدة في دقة وصحة خطاب السيدة ليفنغود.

## حياته الشخصية
ديفيد ناهماد هو أيضًا بطل العالم للعبة الطاولة لعام 1996، وهو معروف بالمراهنة على مبالغ كبيرة من المال على اللعبة.